# Dawda Jawara
Dawda Kairaba Jawara (Barajally, 16 maggio 1924 – Bakau, 27 agosto 2019) è stato un politico gambiano.

## Biografia
Ministro all'educazione dal 1960 al 1961, fu primo ministro del Gambia dal 1963 al 1969 e ottenne nel 1965 l'indipendenza del Paese. Eletto presidente della Repubblica nel 1970, rimase in carica fino al colpo di Stato del 1994, che lo costrinse all'esilio.
Dopo essere Rientrato nel Paese nel 2010, viveva a Fajara, presso la capitale Banjul.